# كريستي ديفريز
كريستي ديفريز (بالهولندية: Kristi de Vries)‏ هي لاعبة كرة لينة هولندية، ولدت في 26 مارس 1982.

## وصلات خارجية
- كريستي ديفريز على موقع أوليمبيديا (الإنجليزية)